# Pseudoamerioppia
Pseudoamerioppia är ett släkte av kvalster. Pseudoamerioppia ingår i familjen Oppiidae.
Kladogram enligt Catalogue of Life:
| Pseudoamerioppia | \| \| Pseudoamerioppia ankae \| \| \| \| \| \| Pseudoamerioppia balearica \| \| \| \| \| \| Pseudoamerioppia barrancensis \| \| \| \| \| \| Pseudoamerioppia circumciliata \| \| \| \| \| \| Pseudoamerioppia floralis \| \| \| \| \| \| Pseudoamerioppia javensis \| \| \| \| \| \| Pseudoamerioppia lamellata \| \| \| \| \| \| Pseudoamerioppia minuta \| \| \| \| \| \| Pseudoamerioppia paraguayensis \| \| \| \| |
|                  | \| \| Pseudoamerioppia ankae \| \| \| \| \| \| Pseudoamerioppia balearica \| \| \| \| \| \| Pseudoamerioppia barrancensis \| \| \| \| \| \| Pseudoamerioppia circumciliata \| \| \| \| \| \| Pseudoamerioppia floralis \| \| \| \| \| \| Pseudoamerioppia javensis \| \| \| \| \| \| Pseudoamerioppia lamellata \| \| \| \| \| \| Pseudoamerioppia minuta \| \| \| \| \| \| Pseudoamerioppia paraguayensis \| \| \| \| |
|                  | Pseudoamerioppia ankae |
|                  | |
|                  | Pseudoamerioppia balearica |
|                  | |
|                  | Pseudoamerioppia barrancensis |
|                  | |
|                  | Pseudoamerioppia circumciliata |
|                  | |
|                  | Pseudoamerioppia floralis |
|                  | |
|                  | Pseudoamerioppia javensis |
|                  | |
|                  | Pseudoamerioppia lamellata |
|                  | |
|                  | Pseudoamerioppia minuta |
|                  | |
|                  | Pseudoamerioppia paraguayensis |
|                  | |